# Umbul Harjo
Umbul Harjo is een bestuurslaag in het regentschap Sleman van de provincie Jogjakarta, Indonesië. Umbul Harjo telt 4721 inwoners (volkstelling 2010).